# Spoorlijn 267
Spoorlijn 267 was een Belgische industrielijn in Charleroi. De lijn liep van de aftakking Martinet aan spoorlijn 112 naar Fosse 3 en was 1,3 km lang.

## Aansluitingen
In de volgende plaats was er een aansluiting op de volgende spoorlijn:
Y Martinet
Spoorlijn 112 tussen Marchienne-au-Pont en La Louvière-Centrum